# Liste der Monuments historiques in Pinsaguel
Die Liste der Monuments historiques in Pinsaguel führt die Monuments historiques in der französischen Gemeinde Pinsaguel auf.

## Liste der Bauwerke
| Bezeichnung     | Beschreibung                           | Standort | Kennzeichnung | Schutzstatus | Datum | Bild |
| --------------- | -------------------------------------- | -------- | ------------- | ------------ | ----- | ---- |
| Château Bertier | Schloss, erbaut im 13./14. Jahrhundert | (Lage)   | PA00094420    | Inscrit      | 1941  |      |